# Выгорание люминофора
Выгорание люминофора — необратимое повреждение люминофора на экране дисплея ЭЛТ или плазменной панели. Похожее явление с выгоранием субпикселов характерно для OLED- и AMOLED-дисплеев. Происходит из-за перегрева участка люминофорного покрытия с последующим его испарением, а также из-за радиолиза люминофора под действием электронного луча, и обычно связано с долговременным проецированием статичного изображения (например, статичного текста или элементов компьютерного рабочего стола). У OLED-дисплеев происходит деградация свойств органических светодиодов из-за перегрева и длительного воздействия электрического тока, из-за чего яркость субпикселов снижается со временем.
Чтобы предотвратить выжигание люминофора, рекомендуется использовать программу-скринсейвер или просто выключать дисплей, когда им не пользуются.
Для устройств с OLED-дисплеем рекомендуется использовать тёмную тему, периодически менять обои и расположение значков на рабочем столе, использовать максимальную яркость только при необходимости, чтобы предотвратить выгорание пикселов. Обычно дисплеи выгорают сверху (отпечатываются часы, индикатор заряда аккумулятора, индикатор сети, значок будильника), также со временем отпечатываются виртуальные клавиши клавиатуры.

## Похожие эффекты
Плазменные панели, кроме выжигания, также подвержены послесвечению: если группа пикселей долгое время горит ярким цветом, в них может накопиться электрический заряд и пиксели продолжают некоторое время гореть даже при изменении проецированного изображения. Однако, в отличие от выжигания, послесвечение — эффект временный; исправляется включением скринсейвера.
Эффект, похожий на выжигание изображения, иногда можно заметить и на ЖК-мониторах, однако он обычно временный и проходит после выключения питания.
OLED-дисплеи подвержены деградации субпикселей, для продления срока их службы применяют скринсейверы, периодический сдвиг изображения на несколько пикселей и затенение изображения.

## Примеры выжженных экранов

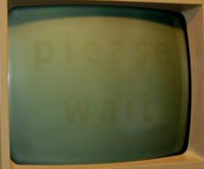
Выжженый текст «please wait» виден даже на выключенном мониторе
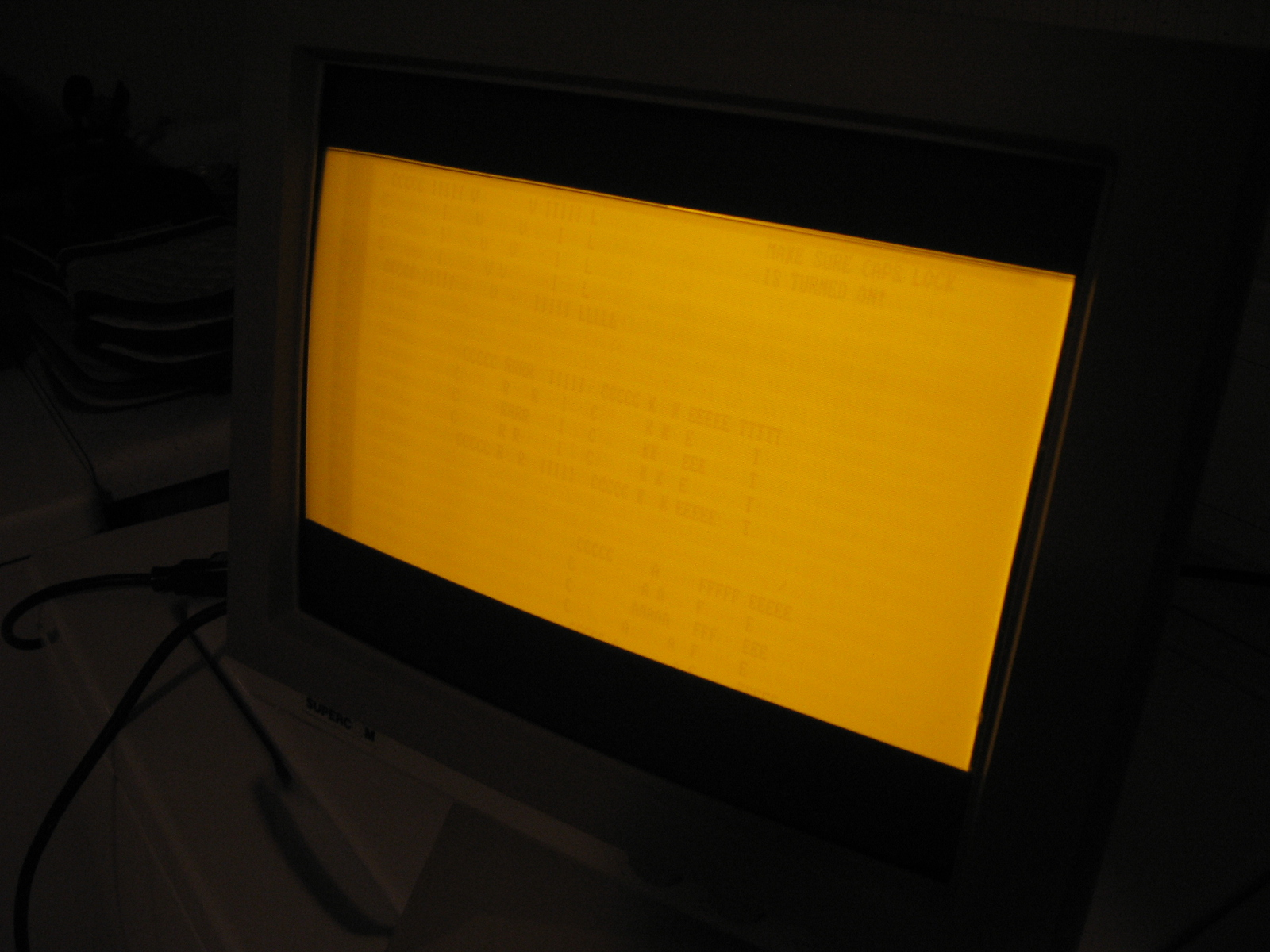
Старый выжженный монитор ЭЛТ
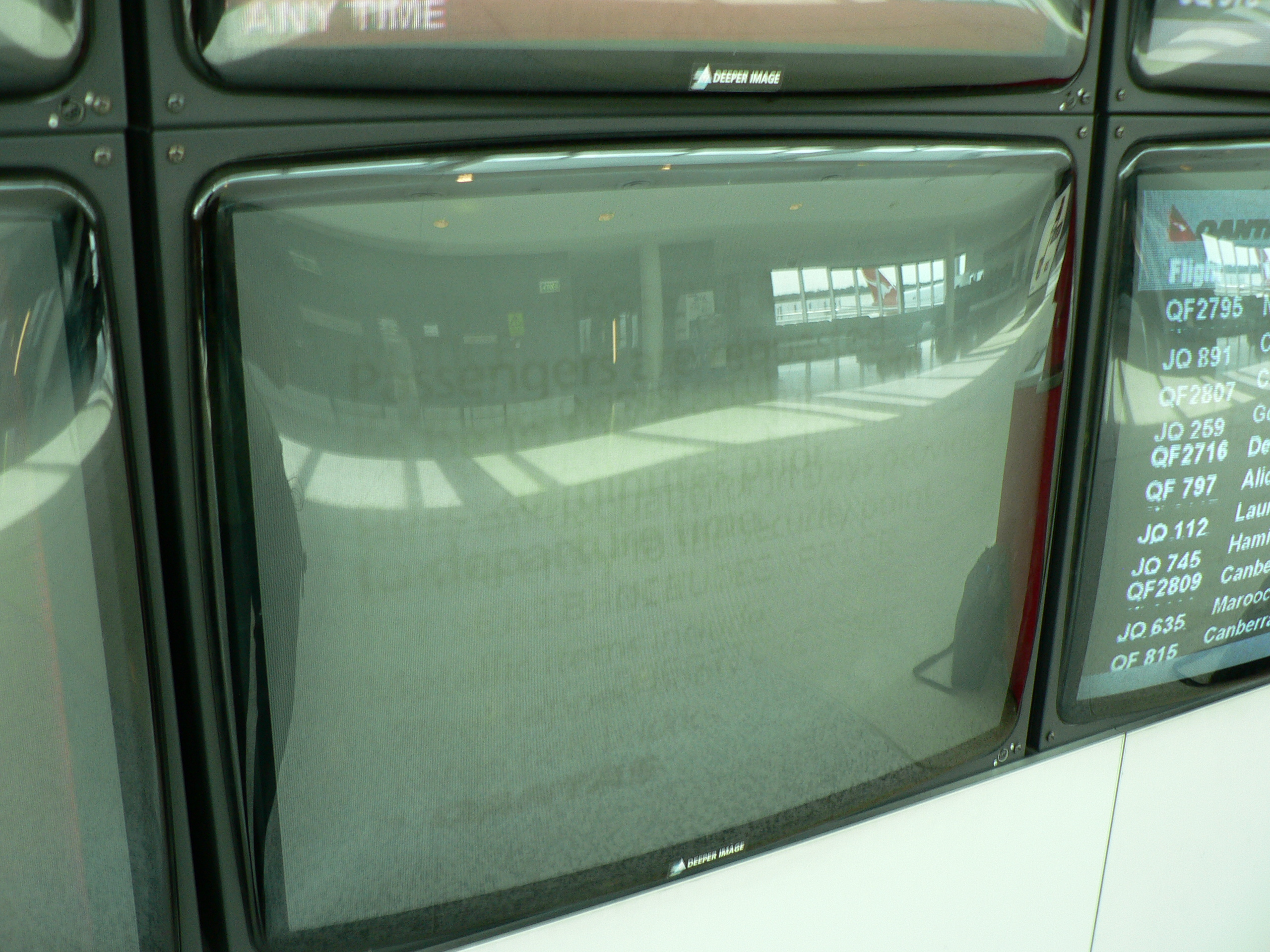
Выжженый люминофор кинескопа. Аэропорт Мельбурна.
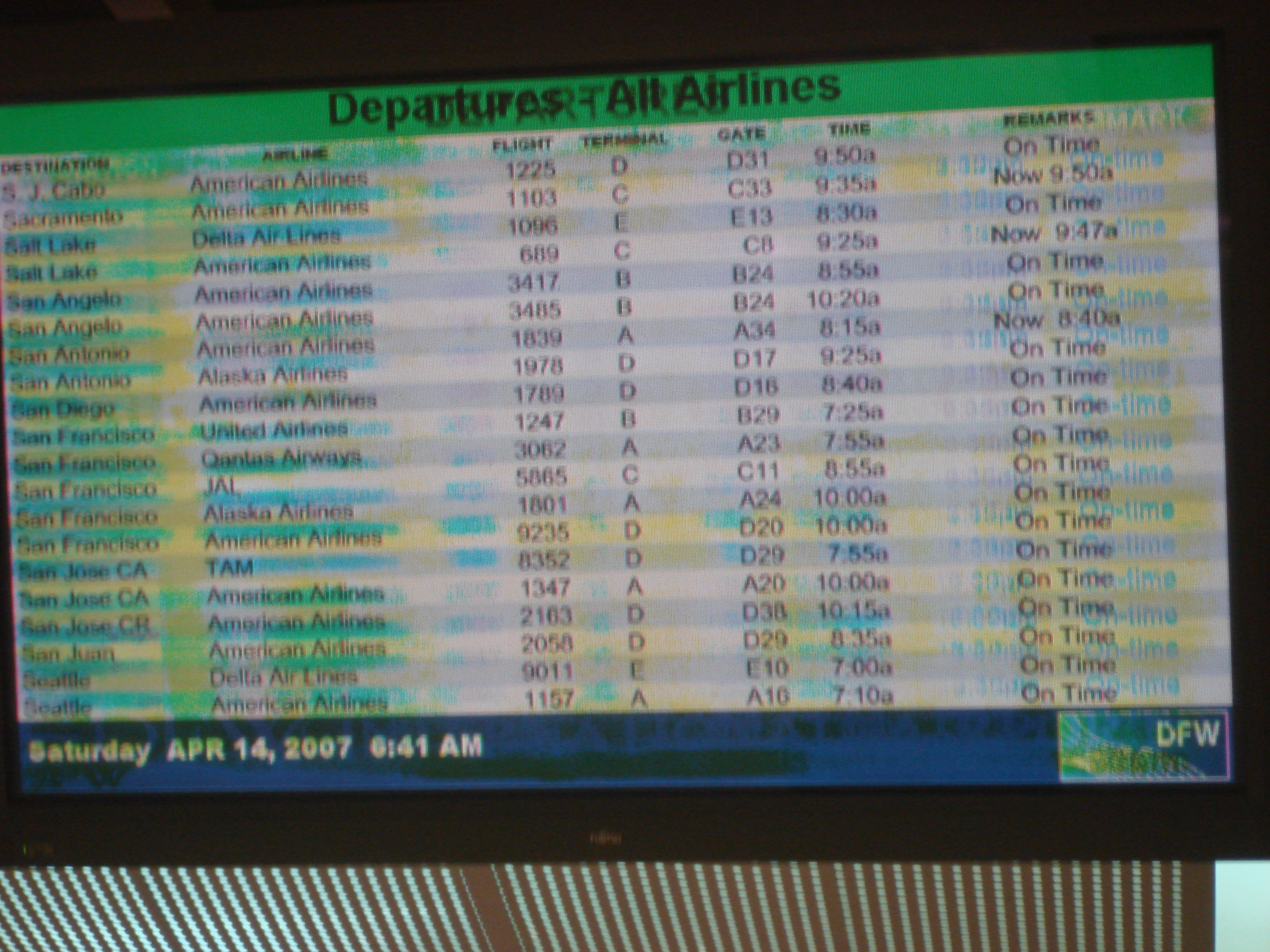
Выжженая плазменная панель в аэропорту Далласа